# Sony Ericsson W910i
Il terminale W910i è uno slide phone prodotto dalla casa nippo-svedese di telefonia mobile Sony Ericsson e appartenente alla serie di telefoni musicali Walkman. È stato lanciato nel 2007, e nell'anno successivo ha vinto il premio EISA Award 2008/2009 (European Imaging & Sound Association) come "Miglior telefono musicale europeo".